# Скотт, Фил (политик)
Фи́лип (Фил) Бра́йан Скотт (англ. Philip "Phil" Brian Scott; род. 4 августа 1958, Барре, Вермонт) — американский автогонщик, предприниматель и политик, представляющий Республиканскую партию. Губернатор штата Вермонт с 5 января 2017 года.

## Биография
В 1980 году окончил Вермонтский университет, является совладельцем строительной компании Dubois Construction, базирующейся в Миддлсексе (Вермонт).

### Карьера автогонщика
В 1991 году Скотт начал карьеру автогонщика. В 1996 году впервые выиграл титул «Короля дороги» в дивизионе Late Model кузовной серии Thunder Road на трассе в своём родном городе Барре. Второй титул последовал в 1998 году, а в 2002 году триумфально победил в трёх сериях: Thunder Road, Airborne Park Speedway в Платтсбурге (штат Нью-Йорк) и American Canadian Tour. В общей сложности за карьеру гонщика одержал победу в 38 гонках на четырёх трассах, из них 29 побед — на Thunder Road, что ставит его на третье место в общем списке гонщиков, соревновавшихся на этом треке.

### Начало политической карьеры
В 2000 году начал политическую карьеру, победив на выборах в Сенат штата от округа Вашингтон (впоследствии четыре раз переизбран). В 2010 году впервые избран вице-губернатором Вермонта, в 2012 и 2014 годах переизбран. В 2016 году оказался одним из двоих республиканцев, вступивших в борьбу за губернаторское кресло после того, как губернатор Питер Шамлин отказался от переизбрания.

### Губернатор Вермонта
8 ноября 2016 года победил на губернаторских выборах кандидатку от Демократической партии Сью Минтер, занимавшую ранее должность министра транспорта Вермонта.
Фила Скотта относят к умеренным и даже либеральным республиканцам. Его взгляды характеризуют как финансовый консерватизм и социальный либерализм. Так, губернатор Скотт поддержал меры по контролю за оружием и подписал билль, защищающий право на аборт. В 2017 году он наложил вето на законопроект, разрешающий рекреационное употребление марихуаны в штате, но в 2020 году отказался накладывать вето на аналогичный законопроект, позволив тому вступить в силу без губернаторской подписи. Фил Скотт поддержал закон Вермонта об однополых браках ещё до того, как стал губернатором.
Губернатор Скотт неоднократно критиковал президента Дональда Трампа, своего однопартийца, в том числе за политику в сфере иммиграции, климата и торговли, а также призвал к более тщательному расследованию обвинений против Бретта Кавано, выдвинутого Трампом в Верховный суд США и обвинённого в сексуальных домогательствах. В сентябре 2019 года Скотт поддержал расследование, приведшее к первому импичменту Трампа. Фил Скотт не поддержал Трампа на выборах 2016 года, а на праймериз республиканской партии 2020 года выразил поддержку внутрипартийному оппоненту президента Биллу Уэлду. На выборах президента США в том же году, несмотря на свою принадлежность к республиканской партии, губернатор Фил Скотт проголосовал за Джо Байдена, выступающего от демократической партии. Сам он заявил, что «Мне было трудно, но я в итоге проголосовал за Джо Байдена… У президента Трампа было четыре года на то, чтобы объединить эту страну, но у него это не получилось» После захвата Капитолия США в январе 2021 года губернатор Скотт призвал к отставке или отрешению Трампа от должности либо его Кабинетом, либо Конгрессом США. В 2024 году Скотт поддержал Никки Хейли на республиканских праймериз и проголосовал за кандидата от демократов Камалу Харрис на президентских выборах.
Фил Скотт неоднократно входил в десятку самых популярных действующих губернаторов штатов США.